# Catch Up
Catch Up war eine wöchentlich ausgestrahlte Wrestling-Sendung der Wrestlingpromotion NWA/WCW beim Kölner Privatsender RTL, damals noch RTL plus. Zwischen dem 2. April 1989 bis zum 2. September 1991 liefen insgesamt 98 Sendungen in jeweils 40 Minuten dauernden Ausgaben. Der Sendungsname Catch Up lehnt sich an den im deutschsprachigen Raum für Wrestling auch verwendeten Terminus Catchen bzw. Catch-as-catch-can an.

## Geschichte
Moderiert wurden die Sendungen von Horst Brack „Der Bestrafer“ (bürgerl. Rochus Hahn) und Joe Williams (bürgerl. Ben Brumfield, später Online-Redakteur bei CNN).
Während Joe Williams den seriösen Moderator („Face“) mimte, übernahm Horst Brack die Rolle des Fieslings (im Wrestling auch „Heel“ genannt). Williams’ Aufgabe war es, das Gute hervorzuheben, während Brack alle miesen Aktionen verteidigte und hochlobte. Williams als gebürtiger Amerikaner wurde angehalten, seinen Akzent zu pflegen, um als US-Experte zu erscheinen. Rochus Hahns Vorbild für den Charakter des Horst Brack war der US-Wrestler und Kommentator Jesse "the Body" Ventura.
Die ersten neun Sendungen wurden noch von Joe Williams allein moderiert. Horst Brack stieß erst ab der zehnten Ausgabe hinzu. Zwischenzeitlich war auch Peter William zu Gast, der als Ringrichter und später auch als Kommentator in den reinen WCW-Sendungen tätig war.
Brumfield und Hahn waren auch hinter den Kulissen für die Produktion der Sendung verantwortlich und genossen nach eigenen Angaben Narrenfreiheit. So wurden die immer präsenter werdenden Moderationen und sonstige Sektionen um die beiden Moderatoren deutlich ausgeweitet und gaben der Sendung einen großen Unterhaltungswert auch für Menschen, die nicht mit dem Wrestling an sich vertraut waren.
Neben Talk der Moderatoren gab es Einblicke in die Kämpfe der großen US-Wrestlingligen National Wrestling Alliance (NWA), World Championship Wrestling (WCW) und der deutschen Catch Wrestling Association (CWA). Die Fans bekamen Kämpfe der damaligen Wrestlinggrößen Vader, Ric Flair, Sting, Brian Pillman u. v. a. zu sehen. Bei einer Gelegenheit reisten die Moderatoren in die USA, um dort vor Ort Interviews mit Wrestlern wie Sid Vicious aufzuzeichnen. Dies geschah auf Eigeninitiative von Brumfield, der dafür an anderer Stelle Budget einsparen musste.
Aufgrund der meist wenig interessanten Matches, die dem Sender seitens der NWA zur Verfügung gestellt wurden (es gab meist nur Auseinandersetzungen zwischen einem Star und einem "Jobber", einem unbekannten Kontrahenten der dazu diente Stars gut aussehen zu lassen) wurde viel Wert auf die Moderatoren und deren Geschichten gelegt. Auch Gäste wie der "König der Catcher" René Lassartesse oder Klaus Kauroff wurden prominent in der Sendung präsentiert und die Moderatoren in Fehden mit den deutschen Catchern eingebunden. So durften beide Moderatoren als Ringrichter in der CWA auftreten, und Horst Brack hatte sogar einige Matches als Catcher.
Dies zahlte sich aus, denn Catch Up lief auf dem jungen Privatsender sehr erfolgreich. Laut Brumfield und Hahn wurde die Sendung im Laufe der Zeit aufgrund von Führungswechseln beim Sender als ungeliebtes Kind angesehen und häufig verschoben und auf unattraktive Sendeplätze wie Mitternacht gelegt. Dennoch konnten teilweise Marktanteile von über 20 % erzielt werden. Die letzten 19 Episoden wurden 1991 fertig produziert und ohne formelle Absetzung in ihrer Ausstrahlung mehrmals verschoben um letztendlich nie auf Sendung zu gehen. Eine spätere Ausstrahlung beim Schwestersender RTL 2 scheiterte an rechtlichen Hürden. Eine spätere DVD-Veröffentlichung der Sendung wurde ebenfalls abgesagt, als sich herausstellte, dass RTL die Sendung nicht im Archiv aufbewahrt hatte und die Folgen daher unwiederbringlich verschollen sind.
Einblicke in Kämpfe der damals weltgrößten Wrestlingliga World Wrestling Federation (WWF) (heute WWE) gab es nicht. Diese stand in direkter Konkurrenz zu den anderen Ligen und hatte mit Ring frei eine eigene Sendung, die auf dem Privatsender Tele 5 lief. Fanden die Organisationen und Stars anderer Organisationen bei den WWF Sendungen keine Erwähnung, so wurden die WWF und ihre Stars bei Catch Up gelegentlich am Rande erwähnt.
1990 wurde bei Catch Up Bracks Pranger ins Leben gerufen. Prominente Gäste wurden dabei von Horst Brack aufs Korn genommen, der versuchte, seine Gäste in jeglicher Form runterzumachen. U. a. waren Ottfried Fischer, Ingolf Lück, Diether Krebs, Ingo Schmoll und Martin Semmelrogge zu Gast. Diese populäre Interview-Reihe war an Roddy Pipers Piper’s Pit Segmente bei der World Wrestling Federation angelehnt.